# Kuwum (Mengwi)
Kuwum is een bestuurslaag in het regentschap Badung van de provincie Bali, Indonesië. Kuwum telt 2704 inwoners (volkstelling 2010).